# Diecezja gospicko-seńska
Diecezja Gospić-Senj (łac.: Dioecesis Gospiciensis-Seniensis, chorw.: Gospićko-Senjska biskupija) – katolicka diecezja chorwacka położona w południowej części kraju. Siedziba biskupa znajduje się w katedrze Zwiastowania NMP w Gospiciu.

## Historia
Diecezja seńska powstała w IV w. i istniała do 27 lipca 1969, gdy połączono ją z diecezją rijecką. Od 1630 nosiła nazwę diecezja seńsko-modruska.
Diecezja Gospić-Senj została erygowana 25 maja 2000 roku przez papieża Jana Pawła II po wydzieleniu 83 parafii z archidiecezji Rijeka-Senj. Pierwszym jej zwierzchnikiem został mianowany bp Mile Bogović, dotychczasowy biskup pomocniczy rijecko-senjski.

## Biskupi
- ordynariusz: Marko Medo (od 2024)

## Podział administracyjny
W skład diecezji wchodzi obecnie 5 dekanatów z 85 parafiami:
| Dekanat           | Powierzchnia (km²) | Liczba ludności | Liczba parafii |
| ----------------- | ------------------ | --------------- | -------------- |
| Dekanat Gospićki  | 3718               | 24 993          | 18             |
| Dekanat Ogulinski | 1196               | 26 971          | 16             |
| Dekanat Otočki    | 1056               | 16 022          | 18             |
| Dekanat Senjski   | 783                | 9225            | 12             |
| Dekanat Slunjski  | 1350               | 16 109          | 11             |

## Główne świątynie[3]
- Katedra – Zwiastowania NMP w Gospiciu
- Konkatedra – Wniebowzięcia NMP w Senju
- Dawne katedry:
  - Katedra Narodzenia NMP w Pićanie, Istria
  - Katedra Świętego Krzyża w Ninie
  - Katedra Najświętszej Maryi Panny w Osorze
  - Katedra św. Marka w Modrušu
  - Katedra św. Marka w Korčuli
  - Katedra Wniebowzięcia NMP w Rabie
  - Bazylika mniejsza Błogosławionej Maryi Dziewicy w Trsacie